# Berastagia dissolutella
Berastagia dissolutella är en fjärilsart som beskrevs av Pieter Cornelius Tobias Snellen 1880. Berastagia dissolutella ingår i släktet Berastagia och familjen mott. Inga underarter finns listade i Catalogue of Life.